# Olifanten van Almere
De Olifanten van Almere is de naam van een kunstwerk langs de autosnelwegen A6/A27 (knooppunt Almere) bij de Nederlandse stad Almere.
De beelden zijn een schepping van kunstenaar Tom Claassen, van wie veel beelden in de openbare ruimte staan. Het kunstwerk werd vervaardigd in opdracht van Rijkswaterstaat in het kader van de percentageregeling beeldende kunst (1%-regeling). Het kunstwerk werd op 11 december 1999 door minister Tineke Netelenbos onthuld. Toen stonden er slechts twee olifanten, omdat het project met veel tegenslag te kampen had. Zo waren er twee olifanten verbrand en was de werktent door storm vernield. In 2000 is het kunstwerk voltooid.

De vijf olifanten zijn gemaakt naar een voorbeeld in brons op schaal 1:23 van ongeveer 50 cm lang. De olifanten langs de snelweg zijn van enorme afmetingen: 11 meter lang en bijna 7 meter hoog, 40.000 kg per stuk. De olifanten zijn in sterk geabstraheerde vorm uitgevoerd.

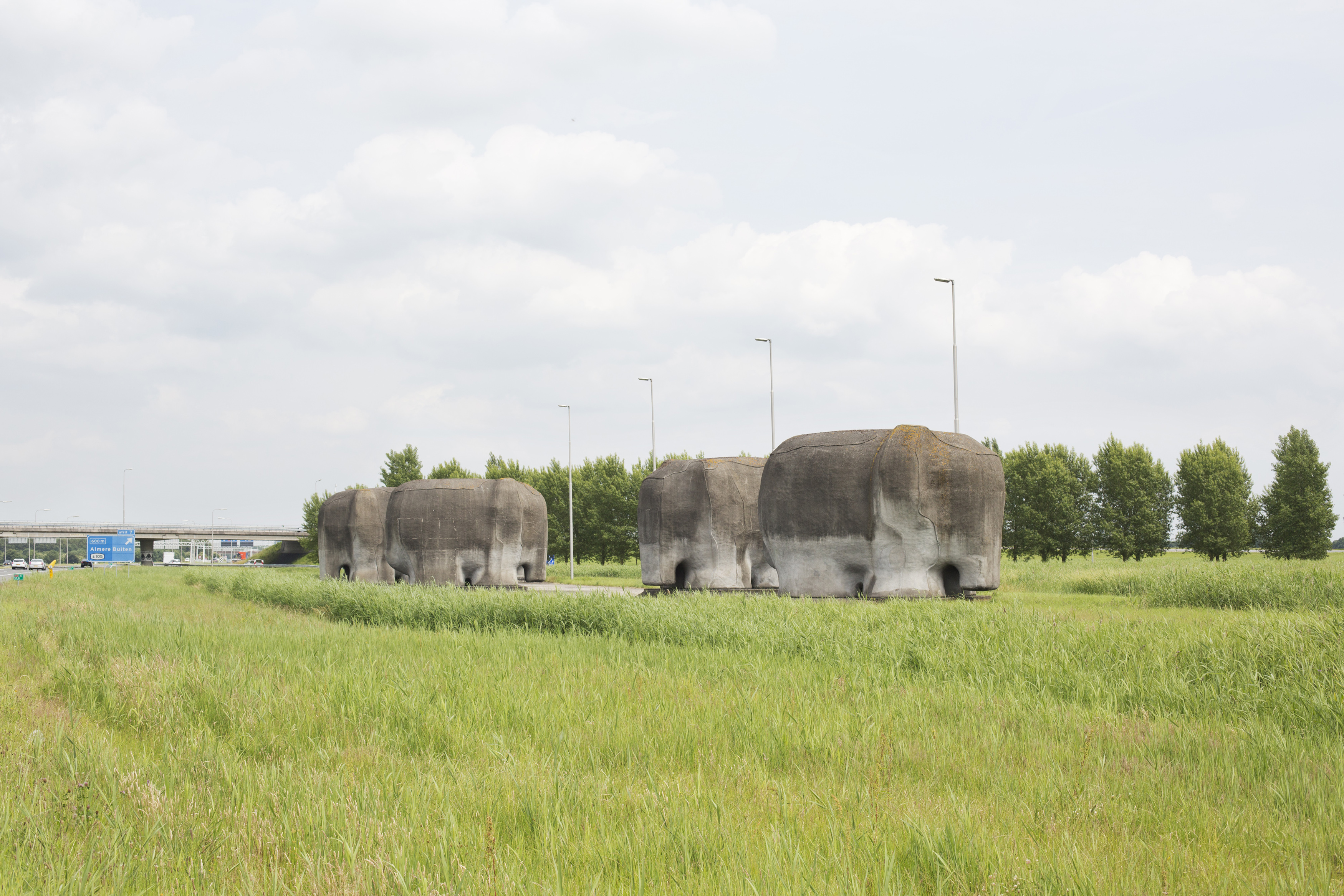
Olifanten van Almere

De olifantenhuid is gemaakt van spuitbeton en voorzien van een anti-graffiti-laag. Desondanks werden ze vlak voor de inhuldiging beklad met politieke leuzen. In juni 2006 (wereldkampioenschap voetbal) werden ze oranje gesaust. Hierop volgde Claassens laconieke reactie: "Een onvoorstelbare vrijpostigheid".